# Murtuza Mukhtarov
 (décembre 2020).
Si vous disposez d'ouvrages ou d'articles de référence ou si vous connaissez des sites web de qualité traitant du thème abordé ici, merci de compléter l'article en donnant les références utiles à sa vérifiabilité et en les liant à la section « Notes et références ».
 (décembre 2020).
Mourtuza Moukhtarov (en azéri: Murtuza Muxtarov, 1857-1920), un industriel pétrolier azerbaïdjanais et millionnaire.

## Jeunesse
Mourtuza Moukhtarov est né en 1857 dans le village d'Amiradjan (autour de Bakou) dans une famille pauvre. Pendant son enfance, Mourtuza transportait des cargaisons de Bakou à Tiflis. En 1874, Murtuza commence à travailler dans l'une des mines autour des villages de Zabrat et Balakhani (près de Bakou). Un entrepreneur Martov découvre la volonté de M. Mukhtarov et lui donne des instructions sur l'utilisation de l'équipement de forage et, en peu de temps, il le nomme chef d’équipe. Murtuza Moukhtarov fait plusieurs changements dans les machines. Tous les habitants du village d'Amiradjan l'aident en collectant de l'argent. Il  obtient des connaissances techniques de différents ingénieurs qui travaillent pour lui. Sa signature comportait trois lettres «Mux». 

## Activités
Mourtuza Moukhtarov passe de l'ouvrier habituel à un millionnaire. Il réussit à devenir l'un des experts en forage les plus réputés à Bakou grâce à ses capacités et à ses nombreuses années d'expérience. En 1890 il fonde une société pétrolière de taille substantielle avec deux divisions, employant 2500 travailleurs pour fabriquer des machines pour les derricks et creuser de nouveaux puits de pétrole.
À la fin du XIXe siècle, Moukhtarov ouvre une usine de matériel de forage à Bibiheybat, considérée comme la première entreprise d'équipement pétrolier à l'époque. Il  construit également des bâtiments résidentiels de trois étages pour les travailleurs à proximité de l'usine, créant ainsi de nouvelles sources. Le millionnaire du pétrole a inventé la machine à chanfreiner le bois en 1917. L'équipement est conservé à l'Institut des mines de Saint-Pétersbourg.
Il vend les produits de son usine à l'étranger et achète la plupart des équipements à l'étranger, en particulier aux États-Unis. Il signe des contrats avec les barons pétroliers locaux à Maykop et Grozny, et crée des relations techniques et commerciales avec les usines des propriétaires et les mines de pétrole dans le Caucase du Nord.

## Œuvres caritatives
Il participe à de nombreuses œuvres philanthropiques. Une mosquée et une école dans le village d'Amirajan (construites en 1910) et 17 bâtiments à Absheron, un dôme sur la tombe d'Akhund Mirza Abu Turab à Pirhasan (Mardakan, Bakou), une mosquée à Vladikavkaz était construite sous son patronage. Murtuza Mukhtarov était le patron du Baku Realni College et du Temirxan-Shura Gymnasium of Women, et membre de la Société pour la diffusion de l'alphabétisation et des connaissances parmi les habitants des montagnes. Il était membre de la Société caritative musulmane de Saint-Pétersbourg et fondateur de 40 bourses pour les étudiants des écoles secondaires et professionnelles. Un certain nombre de bâtiments conservés à ce jour à Bakou et sa banlieue, dans de nombreuses villes de Russie et dans plusieurs pays européens sont liés à son nom. De beaux et magnifiques bâtiments à Kislovodsk et à Florence, en Italie, étaient construits avec son argent. Murtuza Moukhtarov participe activement à presque toutes les associations caritatives et apporte une aide financière. Avec sa femme Liza-Khanum, connue pour sa philanthropie, il organise un internat pour les filles pauvres et orphelines à l'intérieur du palais. Ils soutiennent financièrement un nombre de ces filles afin qu'elles puissent poursuivre leurs études à Moscou et à Saint-Pétersbourg. Elle était également un membre actif de la Societé de combat contre la mortalité enfantine. Mukhtarov construit des mosquées à Bakou et dans les environs.

## Sa résidence
Sa résidence néo-gothique fantaisiste construite pour sa femme Liza Moukhtarova par l'architecte Józef Plośko en 1911-1912 est un exemple célèbre de l'architecture du boom pétrolier de Bakou.
En 1914, le palais des Mukhtarov devient la résidence de la première société philanthropique musulmane fondée par Liza-Khanum. 
Moukhtarov se suicide dans sa propre résidence après avoir tué plusieurs soldats de l'Armée rouge le 28 avril 1920 après la prise de contrôle de Bakou par les bolcheviks. 